# Расчётная марка

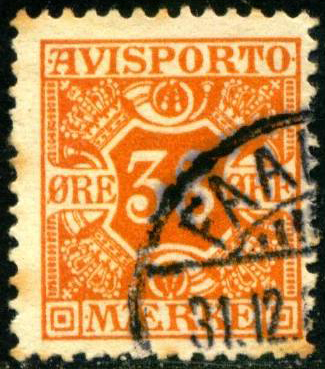
Расчётная марка Дании для оплаты доставки газет, 1907 г.

Расчё́тная ма́рка — служебная марка, предназначенная для оплаты различных сборов и учёта поступлений, то есть для внутренних почтовых взаиморасчётов. Расчётные марки применялись в Дании, Австрии и других странах. Ранее расчётные марки Пруссии 1903 года и Бадена 1905 года также называли счётными или статистическими марками.

## Примеры по странам

### Австрия
В Австрии в 1948 году были выпущены расчётные марки номиналом 100, 200 и 500 шиллингов, которые использовались до 1950 года в целях упрощения оплаты денежных переводов, сумма почтового сбора с которых порой превышала пять тысяч шиллингов, для чего нужны были целые листы обычных почтовых марок. После 1950 года и по 1956 год такие марки использовались только при выплате пенсий почтовым служащим.

### Аргентина
В Аргентине в 1892-1925 годах в обращении находились расчётные газетные марки, в качестве которых применялись универсальные почтовые марки с фигурной перфорацией в виде звезды или слова исп. «INUTILIZADO» (Погашено), не наклеивавшиеся на пересылаемые газетные отправления, а выдававшиеся отправителю газет в качестве квитанции.

### Дания

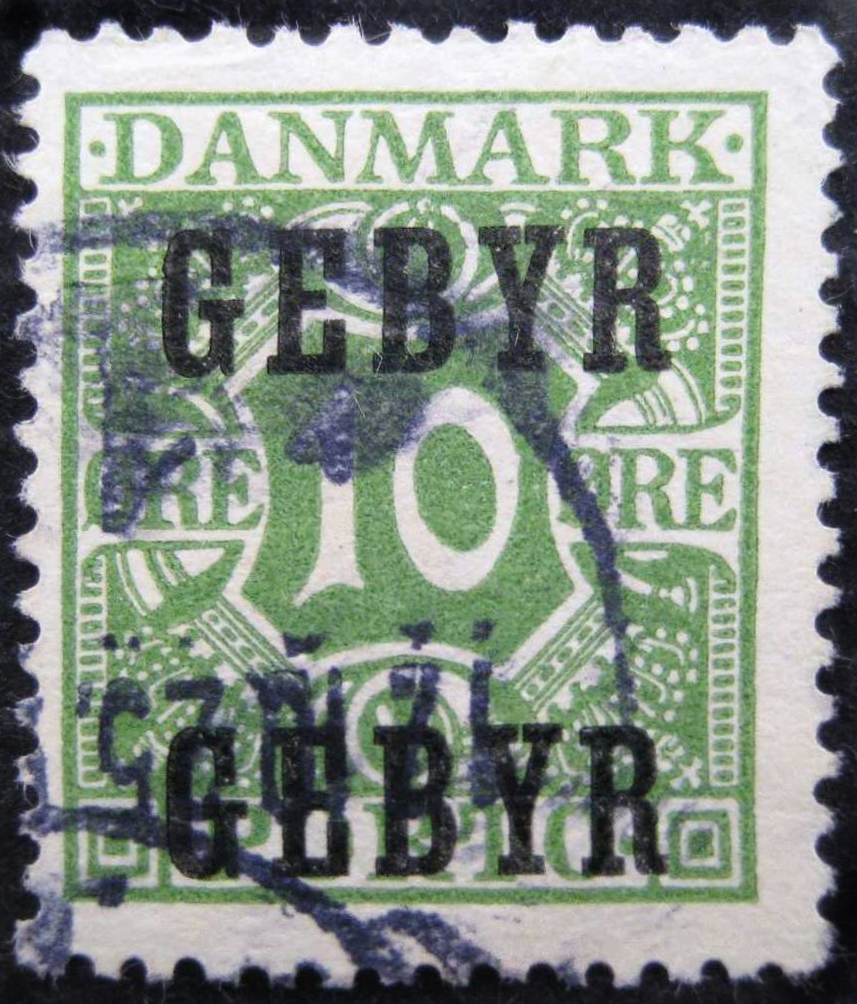
Расчётная марка Дании, 1923 г.

В Дании в обращении были расчётные марки в 1907—1917 годах для оплаты газетного почтового сбора (дат. Avisporto) и в 1923—1935 годах для оплаты облагавшихся сбором почтовых услуг и для оплаты сборов за принятие спешных почтовых отправлений после закрытия почтового отделения.

### Нидерланды
В Нидерландах в обращении в 1923—1925 годах находились расчётные посылочные марки, которые предназначались для внутренних расчётов на крупных почтамтах. Эти марки представляли собой надпечатку на почтовых марках Нидерландов нидерл. Te betalen port («Уплатить порто») и номинала 11 или 15 центов (11 CNT или 15 CNT). Поскольку они не продавались в почтовых окнах и применялись только для внутренней службы почты, то о них стало известно только в 1925 году после того, как их обнаружили в реализованной на аукционе нидерландским почтовым ведомством оптовой дешёвой смеси.

### США

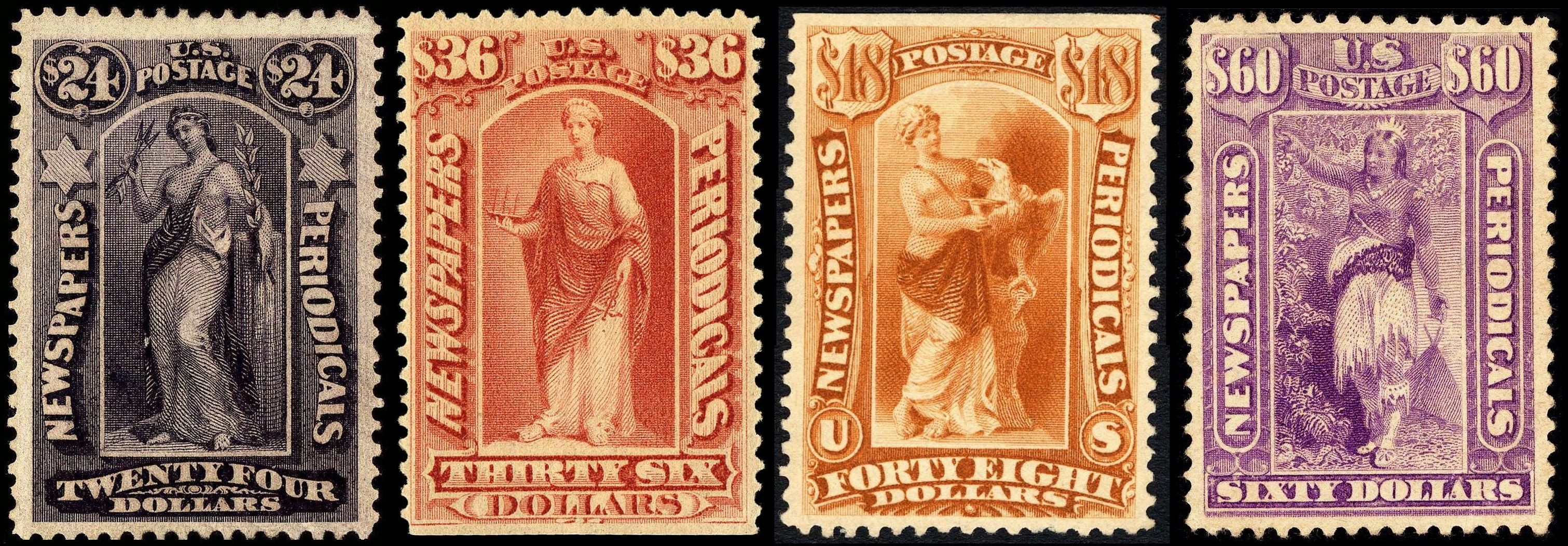
Серия газетных марок США, 1879 г.

В США в 1875-1898 годах применялись расчётные газетные марки, которые наклеивались не на пересылавшиеся газетные отправления, а на сопроводительные накладные, при этом марка прикреплялась на ту часть накладной, которая оставалась в почтовом отделении.